# 두타산 (충북)
두타산(頭陀山)은 대한민국 충청북도 진천군에 위치한 산이다. 높이는 598m이다. '두타(頭陀)'는 '번뇌의 티끌을 떨어 없애 의식주에 탐착하지 않으며 청정하게 불도를 닦는 일'을 뜻하는 불교 용어에서 유래된 것으로 전한다. 두타산 지명은 국내 여러 곳에 있다.

## 위치
충북의 두타산은 진천군 초평면과 증평군 도안면, 증평읍의 경계를 이루고 있다. 대부분 사료와 고사 지명에는 '두타산'으로 되어 있으나, 『1:50,000 지형도』에서는 '두대산'으로 기재되어 있다. 산의 주소는 충북 진천군 초평면 영구리 산 30-1으로 되어 있는데 두타산은 진천군 초평면, 증평군 도안면과 증평읍의 경계를 이루고 있으며 부처님이 누워있는 모습으로 진천의 상산 8경 중의 하나인 고찰 영수사를 산자락에 품고 있는 은은한 종소리와 함께 아름다움을 간직한 명산으로 알려져 있다.

## 현황
조선시대의 인문지리서, 『신증동국여지승람』에는 "고을 동쪽 21리에 있다."라는 기록되어 있고 조선 후기에 각읍에서 편찬한 읍지를 모아 책으로 엮은 전국 읍지, 『여지도서』에는 "관아 동쪽 10리에 있다고 적어놓고 있다. 충주의 소속리산(小俗離山)에서 남쪽으로 뻗어 나와 한 줄기가 청안(靑安)으로 들어간다."라고 설명되어 있기도 하다. 『1872년지방지도』에서 초평천 상류에 두타산 지명이 기재되어 있고, 아래에 영수사(靈水寺)가 묘사되어 있다. 또한 '무지봉'은 '무제봉(武帝峰)'에서 파생된 것으로 보고 있다.

## 전해오는 이야기
이곳 충북 두타산의 지명은 『산해경(山海經)』해외동경(海外東經)편에서 유래한다고 전한다. 그 내용은 단군이 나라를 다스릴 때 오랫동안의 장마로 땅이 물바다로 변하니 백성들이 가장 높은 산으로 모여들어 수난을 피했는데, 이 때 산의 봉우리(頭)가 섬(陀)처럼 보여서 붙여졌다고 한다. 무지봉의 인근에 두타산성이 있는데 신라 장군 실죽(實竹)이 성을 쌓고 백제군을 막았다는 이야기를 전한다.

## 같이 보기
- 한국의 산
- 두타산 (강원)